# Dynamena disticha
Dynamena disticha is een hydroïdpoliep uit de familie Sertulariidae. De poliep komt uit het geslacht Dynamena. Dynamena disticha werd in 1802 voor het eerst wetenschappelijk beschreven door Bosc. 